# イエスタデイ (フォリナーの曲)
「イエスタデイ」 (That Was Yesterday) は、フォリナーによるアルバム『プロヴォカトゥール』からの2番目のシングル。この曲は、リミックスシングル、最も知られているエクステンデッド・リミックス、オーケストラ・バージョン、オリジナルの4バージョンが存在する。ルー・グラムとミック・ジョーンズによって書かれ、B面の「トゥ・ディファレント・ワールズ」は、ルー・グラム単独の作曲による、シングルカットされた最初の曲である。シングルは、Billboard Hot 100で12位に達し、メインストリーム・ロックでは4位、アダルト・コンテンポラリーでは24位となった。イギリス（28位）、オランダ（19位）、スイス（29位）、ドイツ（31位）でもトップ40入りした。
エクステンデッド・リミックスには、イントロに歌詞が加えられ、この歌詞は、DVD「オール・アクセス・トゥナイト - 25 - ライヴ・イン・コンサート」で聴くことができる。ビデオは、アラバマ州バーミングハムのバーミングハム・ジェファーソン・シヴィック・センターで収録されている。
オールミュージックの批評家、ブレット・アダムスは、この曲について、「素晴らしいヒットシングル」と評し、「キャッチーなコーラス」と「見事なシンセサイザーリック」を挙げている。